# Josefa Metz

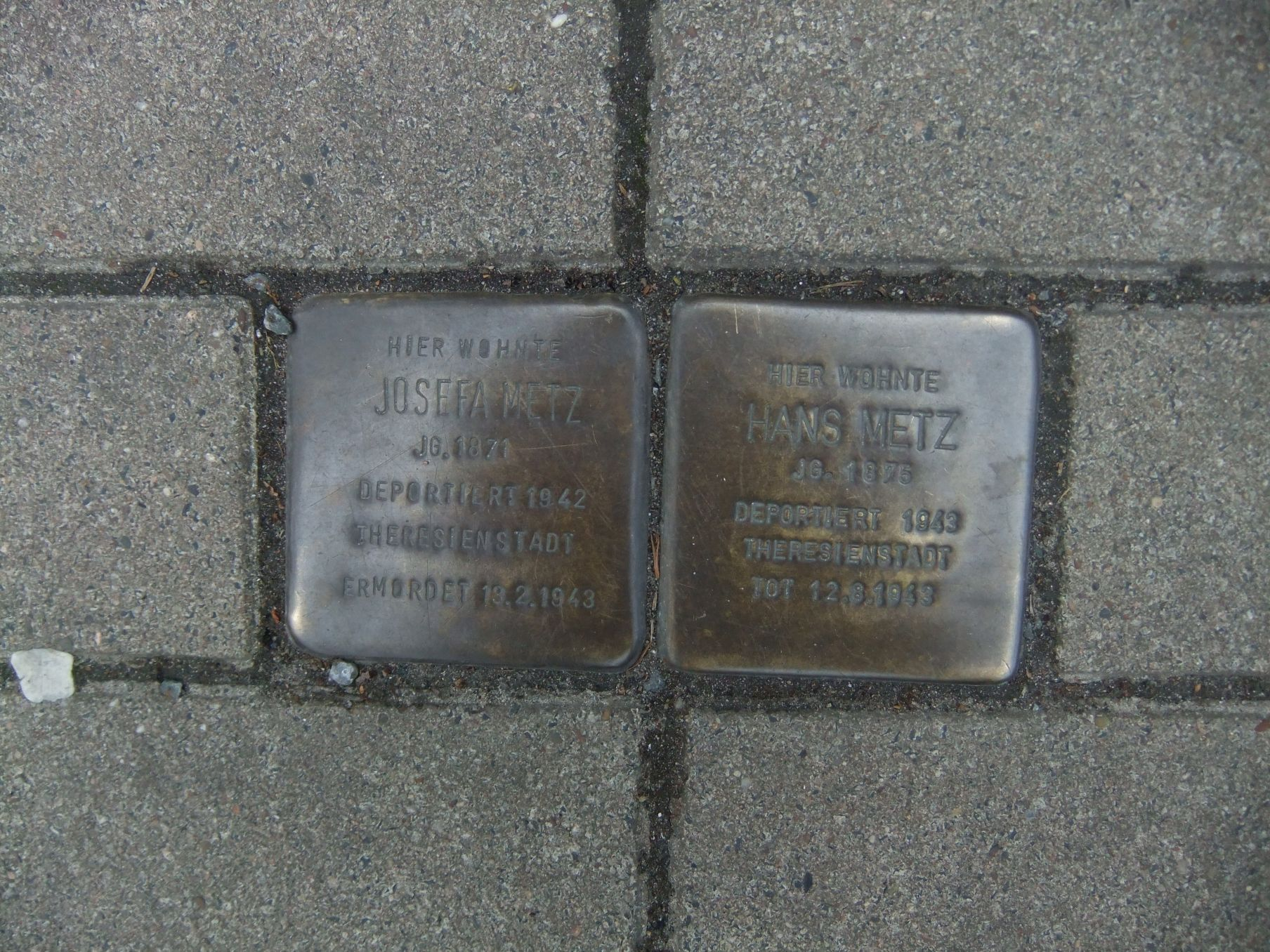
Stolpersteine Familie Metz

Josefa Metz, auch Josepha Metz, (geboren 19. Oktober 1871 in Minden; gestorben 13. Februar 1943 im Ghetto Theresienstadt) war eine deutsche Schriftstellerin.

## Leben
Josefa Metz war die Tochter eines jüdischen Rechtsanwalts, der 1879 mit der Familie von Minden nach Bielefeld zog, wo Josefa die Auguste-Viktoria-Schule besuchte. Josefa Metz war vom Albinismus gezeichnet. Sie wurde nach dem Tod des Vaters 1887 von der Schule genommen. Über ihre weiteren Tätigkeiten in Bielefeld ist ebenso wenig bekannt wie über die ersten Jahre, als sie 1899 nach Berlin zog.
1906 führte sie Gespräche mit Arthur Schnitzler, um aus dessen Liebelei einen Operntext zu gestalten. Im Jahr 1908 wurde in Wien ihr Märchenspiel Den König drückt der Schuh inszeniert, das auch in Bielefeld und 1913 in Karlsruhe aufgeführt wurde. 1909 zog sie nach München um. Sie schloss sich bei Ausbruch des Ersten Weltkriegs der allgemeinen Kriegsbegeisterung an. In den unter dem Titel Wehrlose 1916 erschienenen Novellen reflektierte sie erstmals auch die Umwelt ihrer Kindergeschichten.
Mitte der 1920er Jahre wohnte sie wieder in Berlin. Während der Weltwirtschaftskrise geriet sie in materielle Not, 1931 wurde noch einmal ein Stück von ihr in Bielefeld aufgeführt.
1935 bewarb sich die Schriftstellerin beim Reichsverband Deutscher Schriftsteller, wurde jedoch aufgrund ihrer Herkunft nicht aufgenommen und somit mit einem Berufsverbot belegt. Es war ihr weiter nur möglich, innerhalb des Kulturbunds Deutscher Juden zu arbeiten und entsprechend eingeschränkt zu veröffentlichen. 1937 erschien Eva. Aus einer glücklichen Kindheit. Hier setzte sie sich erstmals mit ihren jüdischen Wurzeln, die ansonsten weder im Familienleben noch bei ihr persönlich eine große Rolle gespielt hatten, auseinander. Metz wurde 1941 in das Ghetto Theresienstadt deportiert, wo sie 1943 an den entwürdigenden Bedingungen starb.
Im Museum für Westfälische Literatur Haus Nottbeck in Oelde fand 2004 eine Ausstellung zu Ehren von Josefa Metz statt. In Bielefeld wird ihrer mit einem Stolperstein gedacht.

## Schriften (Auswahl)
- Auf dem Spielplatz. Lustiges Stücklein mit Gesang (= Ludwig Blochs Kinder-Theater. 102, ZDB-ID 2586364-2). Original-Musik von Bogumil Zepler. Berlin, Bloch 1904.
- Im Himmelhaus. Kinderspiel mit Gesang (= Ludwig Blochs Kinder-Theater. 103). Original-Musik von Bogumil Zepler. Berlin, Bloch 1904.
- Das letzte Rendez-vous. Humoristische Szene (für 1 Herrn und 2 Damen) (= Ludwig Bloch’s Sammlung von Zwie- und Dreigesprächen. 34, ZDB-ID 2251436-3). Bloch, Berlin 1905.
- Den König drückt der Schuh. Ein Spiel in vier Bildern. Haupt & Hammon, Leipzig 1908.
- Neue Gedichte. Borngräber, Berlin 1912.
- Im goldenen Garten. Märchenbuch. Bilder von Hans von Volkmann, Franz Jüttner, Reinhold Hausche. Hannover, Molling, 1913.
- Das Puppenhaus. Bilder von Else Preussner. Molling, Hannover 1913.
- als Herausgeberin: Das Ferienbuch. Molling, Hannover 1915.
- Wehrlose. Novellen. F. Lehmann, Berlin u. a. 1916.
- Ruth Webers Erlebnisse. Roman. Kronen-Verlag, Berlin 1917, (Digitalisat).
- Der verschlossene Garten. Der Sammlung „Neue Gedichte“ zweite und vermehrte Auflage. Holzwarth, Bad Rothenfelde 1919, (Digitalisat).
- Kindergedichte. Wir Verlag, Berlin 1922.
- als Herausgeberin: Von Hans Sachs bis Wilhelm Busch. Ein lustiges Versbuch für Kinder. Volksverband der Bücherfreunde u. a., Berlin 1924.
- Kasperl auf Reisen. Illustrationen von Eva Herrmann. Geschrieben von Marta Meisel-Kallmann. Verlag der Münchner Drucke, München 1924.
- Eva. Aus einer glücklichen Kindheit. Levy, Berlin 1936, (Digitalisat).